# Zohra Sellami
Zohra Sellami, née en 1943, et morte le 23 mars 2010 à Paris, est une journaliste algérienne, ainsi que l'épouse d'Ahmed Ben Bella.

## Biographie
Zohra Sellami est née en 1943, à M'Sila (nord-est de l'Algérie).
Journaliste à Révolution africaine, elle était une spécialiste des mouvements de libération de l'Afrique subsaharienne, notamment au Mozambique, en Guinée et Cap-Vert. 
Elle épouse l'ancien président Ahmed Ben Bella durant sa captivité. Elle meurt le 23 mars 2010 à Paris à l'âge de 67 ans, elle est enterrée au Cimetière d'El Alia.